# Riccardo Trombetta
Riccardo Trombetta (Roma, 13 settembre 1980) è un autore televisivo, conduttore televisivo, produttore televisivo e giornalista italiano.

## Biografia

### Studi
Nato a Roma il 13 settembre 1980, dopo il diploma al liceo linguistico, consegue la laurea in Scienze della comunicazione indirizzo comunicazioni di massa presso l'Università La Sapienza di Roma. Parla correntemente l'inglese, il francese e lo spagnolo.

### Carriera
Debutta nell'emittente televisiva locale romana Super 3 dove conduce una rubrica di cinema per il programma Maniaks.
Nel 2000 è ospite della trasmissione televisiva Libero.
Dal 2002 al 2008 è stato produttore televisivo per l'azienda italiana Noshame films. Nel 2004  viene iscritto all'Albo Nazionale dei giornalisti. Nello stesso anno e fino ad oggi produce per il canale tematico NBCUniversal diversi documentari vincitori di vari premi tra cui il Telly Awards. Dal 2007 al 2010 ha curato il programma televisivo Stracult, ideato da Marco Giusti ed in onda su Rai 2.
Dal 2008 è produttore creativo per Steel e Syfy. Il biennio 2008-2009  lo vede particolarmente impegnato, prima come curatore e produttore di filmati cinematografici per il programma musicale Scalo 76 in onda su Rai 2, poi come ideatore, regista e produttore della campagna nazionale del Filmazzo per il canale digitale GXT e della rubrica GTX Movies, ed infine autore e produttore dello speciale di Fox Life incentrato sulla cantante Madonna dal titolo Ciao Italia.
Dal 2010 al 2011 ha lavorato come produttore per AXN e Rai Movie; in particolare con quest'ultimo ha realizzato reportage per i più importanti festival del cinema come il Torino film festival, il Festival Internazionale del cinema di Venezia e il Festival di Cannes. Nel 2011 è conduttore televisivo per il canale italiano Nickelodeon. Nel 2012 ha condotto Stracult! The Movie in onda su Rai Movie, programma di cui ne è stato anche l'autore. Dal 2013 al 2015 fa parte come inviato del programma televisivo di intrattenimento Le Iene in onda su Italia 1 e condotto da Ilary Blasi e Teo Mammucari; nei suoi servizi principalmente si occupa di truffe e ingiustizie.
Dal 2015, diventa nuovo inviato, per l'ambito economico-finanziario, di Striscia la notizia.